# Kastels Sogn
Kastels Sogn er et sogn i Holmens og Østerbro Provsti (Københavns Stift). Sognet oprettedes 1902 og omfatter et område omkring Østbanegade og Kristianiagade. Sognekirken, Kastelskirken i Kastellet, ligger således adskilt fra sognet ved Kystbanen; efter nedbrydningen af Frihavnsviadukten er der en gangbro som forbinder sogn og kirke.
Sognet ligger i Københavns Kommune; indtil Kommunalreformen i 1970 lå det i Sokkelund Herred (Københavns Amt).
Indtil omkring 1960 kaldtes sognet for Citadels sogn.
I Kastels Sogn findes flg. autoriserede stednavne:
- Østerport Station